# Harry Zeller
Harry Raymond Zeller (New Kensington, 10 luglio 1919 – Pittsburgh, 22 settembre 2004) è stato un cestista statunitense, professionista nella BAA.